# Samar oriental
Samar Oriental est une province des Philippines.

## Villes et municipalités
Municipalités
- Arteche
- Balangiga
- Balangkayan
- Can-avid
- Dolores
- General MacArthur
- Giporlos
- Guiuan
- Hernani
- Jipapad
- Lawaan
- Llorente
- Maslog
- Maydolong
- Mercedes
- Oras
- Quinapondan
- Salcedo
- San Julian
- San Policarpo
- Sulat
- Taft

Villes
- Borongan

## [1]Articles connexes
- Subdivision des Philippines
- Circonscription législative de la province de Samar oriental